# Alfredo da Cunha Martins
Alfredo da Cunha Martins (Caxias, 17 de agosto de 1842 — Rio de Janeiro, 20 de fevereiro de 1916) foi um político brasileiro.
Foi governador do Maranhão, de 30 de novembro de 1892 a 27 de outubro de 1893, de 16 de dezembro de 1895 a 29 de abril de 1896, e de 26 de março de 1897 a 1 de março de 1898.